# Carlo Rossi (generale)
Carlo Rossi (Celenza Valfortore, 29 dicembre 1880 – Torino, 21 aprile 1967) è stato un generale italiano.
Pluridecorato, ha partecipato alla guerra italo-turca in qualità di tenente dell'8º Reggimento Alpini, alla prima guerra mondiale in qualità di capitano del 7º Reggimento Alpini e alla seconda guerra mondiale in qualità di generale del XXV Corpo d'armata. Nel 1967 il Consiglio comunale di Celenza Valfortore ha deciso di intitolargli una delle strade principali del centro cittadino

## Biografia

### Primi passi nell'esercito italiano
Nato a Celenza Val Fortore nel 1880, figlio di Michelangelo e Fantetti Agnese Maria Luigia, frequentò l'Accademia militare di Modena e prestò giuramento di fedeltà in Parma il 22 ottobre 1905. Dal dicembre 1909 fu tenente nell'8º Reggimento Alpini.

### La guerra italo-turca
Si imbarcò a Napoli per la Tripolitania e Cirenaica il 29 settembre 1912. Fu aiutante maggiore nella 1ª Compagnia dell'8º Reggimento Alpini sotto il comando del colonnello Antonio Cantore; in questa veste si distinse e ricevette una Medaglia d'argento al valor militare. Ferito al braccio sinistro in una scaramuccia avvenuta nella notte tra il 20 e il 21 marzo 1913, il 18 giugno dello stesso anno guadagnò una seconda medaglia d'argento per il comportamento tenuto in uno scontro presso Ettangi; infine a settembre fu insignito della Medaglia di bronzo al valor militare nel combattimento di Tecniz in Cirenaica. Rientrato in Italia sbarcando a Genova il 30 novembre 1913, fu nominato Cavaliere della Corona d'Italia per le speciali benemerenze acquisite in Libia.

### La prima guerra mondiale
Promosso capitano nel gennaio 1915 nel 7º Reggimento Alpini, 96ª Compagnia, fu anch'egli mobilitato in maggio quando l'Italia entrò nella prima guerra mondiale: il suo reparto fu schierato sul Monte Piana nel Cadore. Il 20 luglio, durante i combattimenti sull'altura, fu colpito alla spalla destra da una pallottola esplosiva, dopo aver guidato l'assalto ai trinceramenti austro-ungarici. Per le gesta valorose mostrate in tale occasione gli venne riconosciuta la terza Medaglia d'argento.
Il 29 luglio 1916, a seguito di un duro scontro presso Castelletto in Travenanzes, fu decorato con la Croce dell'Ordine militare di Savoia. A settembre fu ferito gravemente per la quarta volta e restò in pericolo di vita fino ai primi giorni del 1917. Nella primavera del 1918 organizzò il 52º Battaglione d'assalto Alpino, contribuendo ad arrestare l'avanzata degli austro-ungarici sugli altipiani di Cima Ekar e Costalunga; quest'ultima località cadde tuttavia in mano degli avversari ed egli ne diresse la riconquista coordinando il 52º Battaglione e altri reparti similari provenienti dall'artiglieria e dalla fanteria sia italiana, sia francese. Questa impresa gli fece meritare un'altra Medaglia di bronzo.
Nell'ottobre 1918, con il gruppo d'assalto della 6ª Armata, sfondò le linee nemiche e prese alle spalle gli austro-ungarici a Monte Interrotto (Asiago), favorendo così l'avanzata dei reparti britannici.

### Tra le due guerre
Il colonnello Carlo Rossi, comandante del 4º Reggimento Alpini dal 1927 al 1934, fu il promotore morale e materiale del Sacrario del Battaglione Aosta e del 4º Reggimento Alpini, inaugurato nel maggio del 1940 nei locali della caserma Testa Fochi ad Aosta. "Negli anni del suo mandato promosse la ricerca di cimeli, fotografie e documentazione che dessero significato a ciò che gli Alpini durante la Grande Guerra fecero con il loro comportamento e spesso con il loro sacrificio. Così, ancor prima che la caserma Testa Fochi fosse costruita, centinaia di reperti riguardanti il trascorso conflitto, furono raccolti e conservati in attesa che i locali adibiti a sacrario fossero pronti. Nel frattempo il colonnello Carlo Rossi, rintracciò i comandanti e gli ufficiali dei battaglioni del 4° per far scrivere di loro pugno la storia dei loro reparti di appartenenza, onde compilare il racconto completo del Reggimento, riguardante gli anni del conflitto. Il suo intento era quello di ricordare e non dimenticare le azioni e le gesta che gli Alpini furono chiamati a compiere."
Il 10 settembre 1935 viene creata la 3ª Divisione Alpina "Julia" ed il Generale Carlo Rossi ne è il primo comandante sino al 1938.

### La seconda guerra mondiale
Nominato generale di divisione nel 1937, fu posto al comando del nuovo XVI Corpo d'armata di Milano nel giugno 1940. Fu immediatamente chiamato in Valle d'Aosta per comandare il Corpo d'armata alpino che, dal Monte Bianco, penetrò in territorio francese per trenta chilometri conquistando il primo sistema fortificato della Valle d'Isere.
Il 25 ottobre 1940 fu inviato in Albania per assumere il comando del Corpo d'armata Ciamuria, subito trasformato in XXV Corpo d'armata. L'avanzata in Grecia progredì tra grandi difficoltà e fu ostacolata dalla caparbia resistenza ellenica; solo l'intervento massiccio e a sorpresa della 12ª Armata e del XVIII Corpo d'armata da montagna tedeschi permise alle forze italiane di riguadagnare il confine precedente l'inizio della guerra in Grecia. In questi giorni fu promosso per merito di guerra generale di corpo d'armata.
A fine luglio 1941 tornò a Milano per ricostituire il XVI Corpo d'armata e alla fine di ottobre ebbe l'ordine di trasferirsi prima a Napoli e poi in Sicilia, partecipando alla battaglia susseguente contro le forze anglo-statunitensi (luglio-agosto 1943). Evacuato dall'isola, s'impegnò nell'organizzare la difesa delle coste calabresi ma fu richiamato a La Spezia per assumere il comando della Piazza militare marittima, dove era concentrato il grosso della Regia Marina. L'8 settembre, dopo l'annuncio dell'armistizio, si oppose ai tedeschi che volevano entrare a La Spezia, permettendo alle navi di prendere il largo; il mattino del 9 settembre fu catturato e immediatamente condotto al campo di Shokken in Polonia, dedicato in particolare a generali e ammiragli. Le autorità tedesche cercarono ufficiali disposti a collaborare aderendo alla Repubblica Sociale Italiana (RSI): Rossi si rifiutò sempre. Il 22 gennaio 1945, con l'approssimarsi dell'Armata Rossa, i prigionieri furono obbligati a una lunga marcia verso Berlino. Dopo otto giorni, la colonna fu raggiunta dai sovietici, che trasferirono i superstiti a Lublino. Il 6 ottobre 1945 Rossi tornò in Italia, a Verona.

### Ultimi anni e morte
Nel 1952 gli venne tributato l'Encomio Solenne da parte del Ministero della difesa, in quanto, benché catturato e internato a Shokken, scelse di "rimanere fedele alle leggi dell'onore militare e si rifiutò di aderire alla Repubblica Sociale, preferendo, al rimpatrio, il duro sacrificio della prigione, particolarmente penoso per le sue menomate condizioni fisiche".
Nel 1955 fu decorato con la Medaglia mauriziana al merito militare per i cinquanta anni di servizio.